# Флаг Виннипега
Современный флаг города Виннипег, Манитоба, Канада, был принят 1 октября 1975 года .
В центре флага находится герб города, флаг разделен по диагонали на участки синего цвета (верхний левый угол) и желтого цвета (правый нижний угол).  Синий цвет символизирует чистое голубое небо Виннипега, а желтый представляет золото и пшеничное поле, это городская и основная экономическая деятельность. Синий и желтый дизайн был принят в качестве официальных цветов для празднования столетия города в 1974 году, пропорция которого составляет 1: 2. 
Хотя эти цвета никогда официально не утверждались городскими властями, сине-желтый дизайн был принят в качестве официальной расцветки для празднования столетия Виннипега в 1973 году. Флаг с логотипом также содержит эти два цвета, наряду с красным и белым. 